# Anna Laestadius Larsson
Anna Gerd Laestadius Larsson, född 6 april 1966, är en svensk frilansjournalist och författare av historiska romaner. Hon debuterade 2013 med Barnbruden, första delen i en romantrilogi om kvinnor i Sverige på 1700-talet. Dessförinnan har Laestadius Larsson bland annat varit redaktionschef på Amelia och mångårig kolumnist på Svenska Dagbladet, med jämställdhet som återkommande tema.

## Biografi

### Bakgrund
Anna Laestadius Larsson kommer från Linköping men bor numera i Nacka.
Hon var under elva års tid kolumnist åt Svenska Dagbladet. Där var jämställdhet ett återkommande tema i texterna. Hon hade dessförinnan arbetat som redaktör på Aftonbladet Kvinna och som reporter både åt Aftonbladet och Expressen. Laestadius Larsson har även arbetat med redaktörsjobb inom tv, bland annat med dokumentärserier som Lite stryk får dom tåla men även program som Vi i femman och Melodifestivalen. 2007 blev Laestadius Larsson redaktionschef på tidningen Amelia. 2010 lämnade hon posten som redaktionschef för att skriva sin första roman.

### Historiska romaner

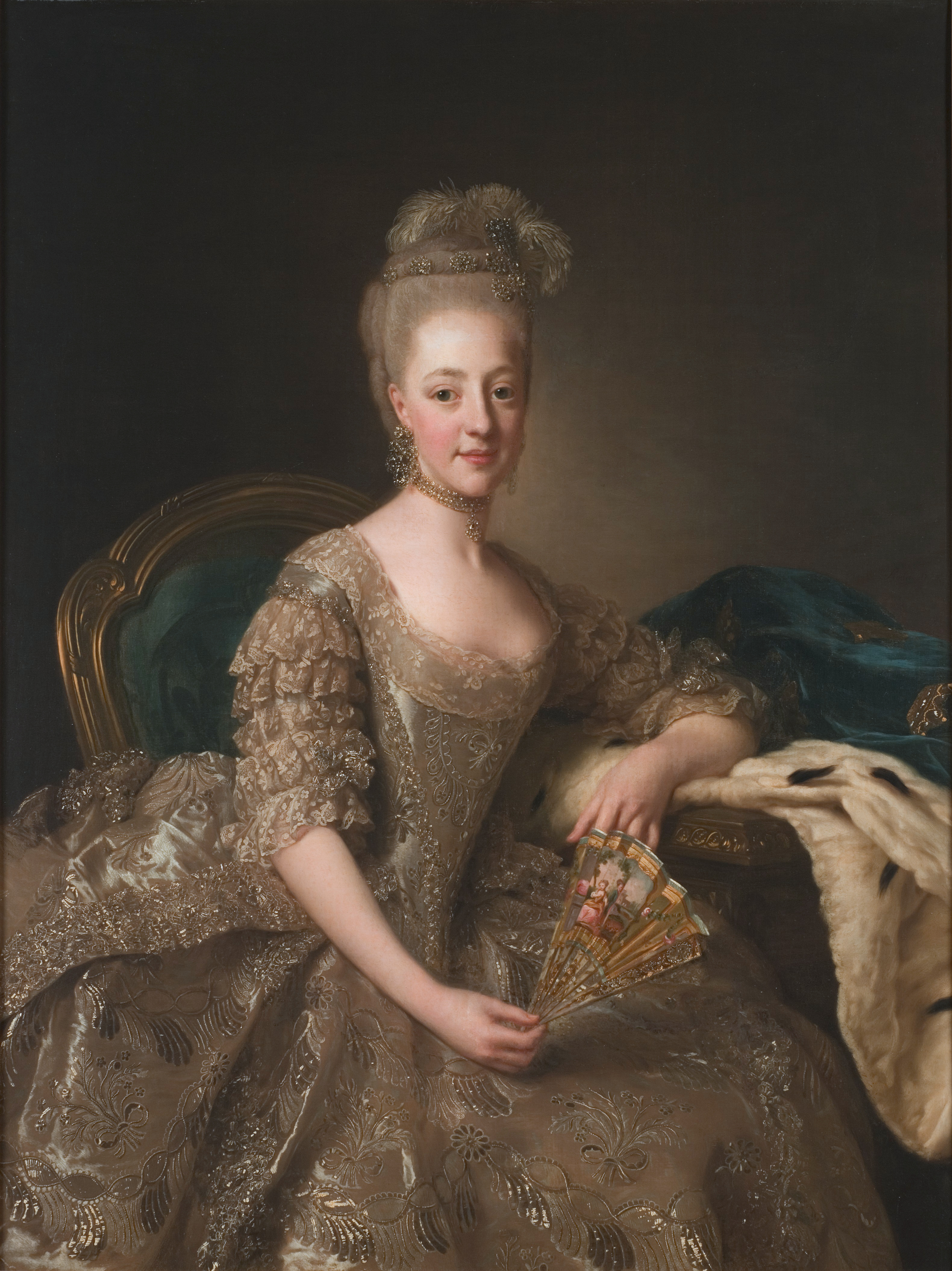
Hedvig Elisabet Charlotta av Holstein-Gottorp (1759–1818), motiv i romanen Barnbruden. Porträtt av Alexander Roslin.

2013 debuterade Anna Laestadius Larsson som författare med den historiska romanen Barnbruden, utgiven på Piratförlaget. Boken utspelar sig i slutet av 1700-talet och kretsar kring hertiginnan Hedvig Elisabeth Charlotta, som vid femton års ålder skickas till Sverige för att stå brud till Karl XIII (då hertig). Göteborgs-Postens recensent ansåg att författaren gav "en livfull och detaljerad skildring av den charmerande och viljestarka tonåringens kulturchock".
2014 kom andra boken, Pottungen, som fokuserar på pigan Johanna. Läsaren får även återstifta bekantskapen med Hedvig Elisabeth Charlotta och hennes hovdam grevinnan Sophie från Barnbruden. Trilogins tredje bok, Räfvhonan, fokuserar just på Sophie.
2017 kom Hilma – en roman om gåtan Hilma af Klint om den svenska konstnären som levde 1862–1944 och har kallats den abstrakta konstens moder.
2020 kom Svårmodets döttrar som genom att följa tre generationers kvinnor tecknar 1900-talets kvinnohistoria.
Laestadius Larsson har berättat att hon med sitt författarskap vill lyfta fram kvinnors liv i ett historiskt perspektiv.

### Övrigt
Anna Laestadius Larsson föreläser även om sitt författande och kvinnors livsvillkor då och nu.